# Патрік Матасі
Патрік Мусотсі Матасі (англ. Patrick Musotsi Matasi, нар. 11 грудня 1987) — кенійський футболіст, воротар ефіопського клубу «Сент-Джордж», а також національної збірної Кенії.

## Клубна кар'єра
У футболі дебютував 2010 року виступами за команду «Кабрасс Юнайтед», в якій провів один сезон. 
Своєю грою за цю команду привернув увагу представників тренерського штабу клубу «АФК Леопардс», до складу якого приєднався 2011 року. Відіграв за команду з Найробі наступні чотири сезони своєї ігрової кар'єри.
2015 року уклав контракт з клубом «Поста Рейнджерс», у складі якого провів наступні три роки своєї кар'єри гравця.  Більшість часу, проведеного у складі У складі, був основним голкіпером команди.
Протягом 2018 року захищав кольори команди клубу «Таскер».
До складу ефіопського клубу «Сент-Джордж» приєднався 2018 року. 

## Виступи за збірну
2017 року дебютував в офіційних матчах у складі національної збірної Кенії.
У складі збірної був учасником Кубка африканських націй 2019 року в Єгипті, де був основним воротарем і зіграв у всіх трьох поєдинках своєї команди, проти Алжиру (0-2), Танзанії (3-2) і Сенегалу (0-3).